# Якимовка (Речицкий район, посёлок)
Якимовка (бел. Які́маўка) — посёлок и железнодорожная станция в Борщевском сельсовете Речицкого района Гомельской области Белоруссии.

## География

### Расположение
В 28 км на восток от Речицы, в 43 км от Гомеля.

## Транспортная система
Транспортная связь по просёлочной, а затем по автодороге Калинковичи — Гомель.
В деревне 25 жилых домов (2004 год). Планировка состоит из прямолинейной улицы, с широтной ориентацией (вдоль железной дороги). Застройка односторонняя, жилые дома деревянные, усадебного типа.

## Экология и природа
На востоке, севере и западе граничит с лесом.

## История
Посёлок основан во 2-й половине XIX века. После сдачи в эксплуатацию 15 февраля 1886 года железной дороги Лунинец - Гомель здесь находился разъезд, вместо которого была создана железнодорожная станция на которой имелись водокачка и телеграф. В 1909 году посёлок в составе Телешковской волости Гомельского уезда Могилёвской губернии.
В 1930 году организован колхоз.
Во время Великой Отечественной войны на фронтах погибли 2 жителя посёлка.
В 1959 году деревня входила в состав колхоза «Борщевка» с центром в деревне Борщевка. Размещалась библиотека.

## Население

### Численность
2004 год — 25 дворов, 49 жителей.

### Динамика
- 1909 год — 65 дворов, 387 жителей.
- 1959 год — 127 жителей (согласно переписи).
- 2004 год — 25 дворов, 49 жителей.